# Herb Nienieckiego Okręgu Autonomicznego

Herb Nienieckiego Okręgu Autonomicznego.

Herb Nienieckiego Okręgu Autonomicznego (ros: Герб Ненецкого автономного округа) – jest oficjalnym symbolem Nienieckiego Okręgu Autonomicznego, przyjętym w obecnej formie 4 października 2007 r. przez okręgowe zgromadzenie deputowanych.

## Opis i symbolika
Francuska tarcza herbowa podzielona na dwa poziome pola. Górne barwy srebrnej, dolne barwy zielonej. Oba pola nie są oddzielone jednolitą linią, lecz taką, której nadano formę krokwi. Pośrodku tarczy błękitny okrąg z wpisanym w niego srebrnym płomieniem. Zarówno w górnym jak i dolnym polu umieszczono symbol nawiązujący do ornamentyki miejscowych ludów, korona w formie rogów renifera, o dwóch zębach, które przy ich końcach rozdwajają się i jedne z nich ukierunkowane zostają do wnętrza. Symbol w górnym polu o barwie zielonej, w dolnym polu o barwie srebrnej (odwrotnie do kolorystyki pól). Całość wieńczy korona herbowa. Jest ona barwy złotej, o charakterze otwartym, z siedmioma zębami, środkowy zakończony kolejnym odwołaniem do lokalnego folkloru. Tarczę herbową otaczają dwie wstęgi orderowe. Z prawej heraldycznej strony (lewa z punktu widzenia obserwatora) jest to wstęga Orderu Przyjaźni Narodów w kolorach srebra, czerwieni, błękitu, złota i zieleni. Z lewej heraldycznej strony (prawa z punktu widzenia obserwatora) znajduje się Order Czerwonego Sztandaru Pracy ze wstęgą w odcieniach srebra i błękitu.
Ornament użyty w obu polach herba jest nawiązaniem do tradycji ludowych Nieńców i jest używany przez nich w ich kulturze, wzornictwie i odpowiadać ma ich charakterowi narodowemu. Ma on reprezentować ich tradycyjny sposób życia, w górnym polu jest nawiązaniem do tradycyjnego domostwa nienieckiego, w dolnym polu do rogów renifera - który stanowi ważne zwierzę nie tylko w ich kulturze, ale także w gospodarce. Ogień płonący pośrodku ma znaczenie życiodajne, szczególnie ważne w trudnych warunkach regionu o ciężkim klimacie i niskich temperaturach. Jest on też symbolem siły, daje światło, poczucie bezpieczeństwa i ciepło. Srebrna barwa płomienia w błękitnym okręgu ma też być odwołaniem do zasobów naturalnych regionu - ropy i gazu. Srebro, zieleń i błękit użyte w herbie symbolizują harmonię trzech żywiołów: nieba (srebro), ziemi (zieleń) i wody (błękit). Srebro ma oddawać szczerość i szczodrość mieszkańców, a także symbolizować rosyjską północ z jej śniegami. Zieleń oznacza tundrę, a także nadzieję i wolność. Natomiast błękit rzekę Peczorę, która według wierzeń Nieńców łączy świat żywych ze światem ich przodków, a także przeszłość z przyszłością. Złota korona, która wieńczy tarczę ma podkreślać status Nienieckiego Okręgu Autonomicznego jako ważnego podmiotu Federacji Rosyjskiej. Dwie wstęgi orderowe mają podkreślać zasługi okręgu wobec kraju. W 1972 r. został on udekorowany Orderem Przyjaźni Narodów, a w 1979 r. Orderem Czerwonego Sztandaru Pracy.

## Historia
Jednostka administracyjna stworzona dla Nieńców powstała 15 lipca 1929 r. jako okręg narodowy, a pod obecną postacią okręgu autonomicznego funkcjonuje od 1977. W czasach sowieckich nie obowiązywały oznaczenia zgodne z dawnymi tradycjami heraldycznymi. W użyciu była symbolika związania z ideologią i instytucjami komunistycznymi. Czasami w użyciu znajdowały się emblematy ukazujące głowę renifera lub inne wyobrażenia nawiązujące do kultury Nieńców. Okrągły emblemat ze srebrną głową renifera i wypisaną nazwą podmiotu pojawia się w latach siedemdziesiątych i był on od czasu do czasu używany jako symbol okręgu. Rozpad Związku Radzieckiego i przemiany jakie zachodziły w Rosji w latach dziewięćdziesiątych sprawiły, że pojawiły się możliwości i zapotrzebowanie na stworzenie herbu zgodnego z zasadami rosyjskiej heraldyki. 
W 1999 r. w związku z siedemdziesiątą rocznicą utworzenia okręgu pojawiają się okolicznościowe projekty herbów i godeł mających uświetnić tę uroczystość. Jednym z nich był wspomniany błękitny emblemat ze srebrną głową renifera. W sierpniu 1999 r. zostało przyjęte inne okolicznościowe godło. Był to błękitny okrąg ze wpisaną w niego złotą głową renifera zwróconą w heraldyczną lewą stronę (prawą z perspektywy widza) i datą powstania okręgu "1929" umieszczoną nad porożem. Poniżej nazwa okręgu, a powyżej głowy kolejny okrąg barwy czerwonej, w złotym obramowaniu przedstawiający nieniecką chatę w kolorze złota oraz element zaczerpnięty z miejscowego folkloru. Do końca 2001 r. godło to (po uwzględnieniu kilku poprawek, np. usunięcia daty) służyło za nieoficjalny symbol Nienieckiego Okręgu Autonomicznego i jako takie pojawiało się na fasadach budynków administracji, na dokumentach urzędowych oraz dyplomach i oficjalnych listach.
27 stycznia 2000 r. Zgromadzenie Deputowanych Nienieckiego Okręgu Autonomicznego przegłosowało ustanowienie zupełnie nowego herbu, ale ustawa nie została podpisana przez gubernatora, lecz skierowana do dalszych prac. Utworzono grupę roboczą do spraw stworzenia propozycji herbu, która rozpoczęła prace. W grudniu 2002 r. zostały one przedstawione do konsultacji społecznych i eksperckich. Projekt zakładał użycie tarczy hiszpańskiej o jednolitym zielonym polu. W nie wpisana miała zostać srebrna głowa renifera, zwrócona w heraldyczną prawą stronę (lewą z perspektywy widza), ozdobiona złotą uprzężą, łeb zwrócony miał być w górę. W prawym górnym rogu (lewym) ośmioramienna złota gwiazda, a całość ozdobiona złotą koroną o trzech zębach i kamieniach szlachetnych w barwach czerni i błękitu. Renifer miał być odwołaniem do tradycji i kultury Nieńców. Uprząż oznaczać miała, że zwierzę jest ujarzmione i odnosi się z miłością i troską do ludzi. Gwiazda nawiązywała do Gwiazdy Polarnej i była symbolem energii witalnej oraz odwołaniem do zasobów naturalnych regionu. Srebro podkreślało czystość, szlachetność i piękno przyrody. Złoto bogactwo, a czerń i błękit kamieni szlachetnych to odwołanie do mądrości, kolejny raz do bogactw naturalnych oraz dni i nocy polarnych. Zieleń została użyta jako kolor symbolizujący młodość, nadzieję i witalność. Herb ten był używany, jako nieoficjalny symbol, do roku 2004. Herb w swojej obecnej formie został ustanowiony 4 października 2007 r., a w Państwowym heraldycznym rejestrze Federacji Rosyjskiej otrzymał on numer 3610. Użycie herbu jest regulowane przez specjalną ustawę zgromadzenia deputowanych. Na jej podstawie musi się on znajdować na fasadach budynków, związanych zarówno z władzą prawodawczą jak i wykonawczą, a także w biurach i salach posiedzeń najwyższych władz okręgowych. Powinien być także umieszczany pieczęciach, listach gratulacyjnych, dyplomach oraz wszystkich ważnych dokumentach wytwarzanych przez okręgową administrację. Dozwolone jest użycie bez wstąg orderowych i korony jako samej tarczy herbowej.